# Prodidomus bicolor
Prodidomus bicolor là một loài nhện trong họ Gnaphosidae.
Loài này thuộc chi Prodidomus. Prodidomus bicolor được J. Denis miêu tả năm 1957.